# Symphodus caeruleus
Symphodus caeruleus, tên thông thường trong tiếng Bồ Đào Nha là Bodião Verde hay Bodião Azul, là một loài cá biển thuộc chi Symphodus trong họ Cá bàng chài. Loài này được mô tả lần đầu tiên vào năm 1999.

## Từ nguyên
Từ định danh caeruleus trong tiếng Latinh có nghĩa là "có màu xanh lam", hàm ý đề cập đến màu xanh lam của cá đực trong mùa sinh sản.

## Phạm vi phân bố và môi trường sống
S. caeruleus có phạm vi phân bố ở Đông Bắc Đại Tây Dương. Đây là loài đặc hữu của quần đảo Azores, một khu tự trị của Bồ Đào Nha, nằm trong nhóm đảo Macaronesia.
S. caeruleus sống gần rạn đá ngầm ven bờ, đôi khi trên nền đáy cát lẫn sỏi, ở độ sâu đến 30 m; cá con thường ẩn mình trong các bụi tảo Asparagopsis armata và tảo Cystoseira, cũng như trong các hồ thủy triều.

## Mô tả
Chiều dài cơ thể tối đa được ghi nhận ở S. caeruleus là 25,1 cm. Cá đực có màu xanh lục lam sẫm, tông màu xanh lam sẫm hơn vào mùa sinh sản. Cá cái màu nâu xanh lục sẫm (thân trên sẫm màu hơn thân dưới), có hoa văn sọc ca rô màu nâu sẫm. Đốm đen lớn ở cuống đuôi. Vây ngực và vây bụng màu vàng lục nhạt.
Số gai ở vây lưng: 14–15; Số tia vây ở vây lưng: 8–9; Số gai ở vây hậu môn: 5–6; Số tia vây ở vây hậu môn: 7–9; Số gai ở vây bụng: 1; Số tia vây ở vây bụng: 5.

## Sinh thái và hành vi
Thức ăn của S. caeruleus là những loài thủy sinh không xương sống và tảo. Mùa sinh sản của loài này diễn ra vào khoảng từ tháng 3 đến tháng 6. Lúc này, cá đực sẽ xây tổ, thu hút những con cá cái đến đẻ trứng; cá có nhiệm vụ bảo vệ trứng.
Loài này thỉnh thoảng được đánh bắt trong nghề cá thủ công và hoạt động câu cá giải trí ven biển, nhưng không có giá trị thương mại.

### Trích dẫn
- M. Azevedo (1999). “Centrolabrus caeruleus sp. nov., a long unrecognized species of marine fish (Teleostei, Labridae) from the Azores” (PDF). Bocagiana. 196: 1–11.